# Shelton Martis
Shelton Martis (Willemstad, 29 november 1982) is een Nederlands-Curaçaos voormalig voetballer die als verdediger speelde.
Martis begon zijn loopbaan in Nederland bij SBV Excelsior en FC Eindhoven. Hierna speelde hij in Engeland en Schotland. In maart 2009 maakte hij zijn debuut in de Premier League bij West Bromwich Albion. Begin 2010 tekende hij een contract voor drieënhalf jaar bij zijn oude club Doncaster. In februari 2013 werd zijn contract ontbonden. Een jaar later tekende hij voor het seizoen 2014 in Thailand bij Osotspa Saraburi FC. Nadat hij een half jaar zonder club zat, ging Martis eind september 2015 voor Topklasse SteDoCo spelen. In januari 2018 stopte hij.
Martis speelde in 2008 ook drie keer voor het Nederlands-Antilliaans voetbalelftal. In 2014 en 2015 kwam hij uit voor het Curaçaos voetbalelftal.